# Saint-Laurent-sur-Othain
Saint-Laurent-sur-Othain là một commune thuộc tỉnh Meuse trong vùng Grand Est đông nam nước Pháp.